# Beatson Instituut voor Kankeronderzoek

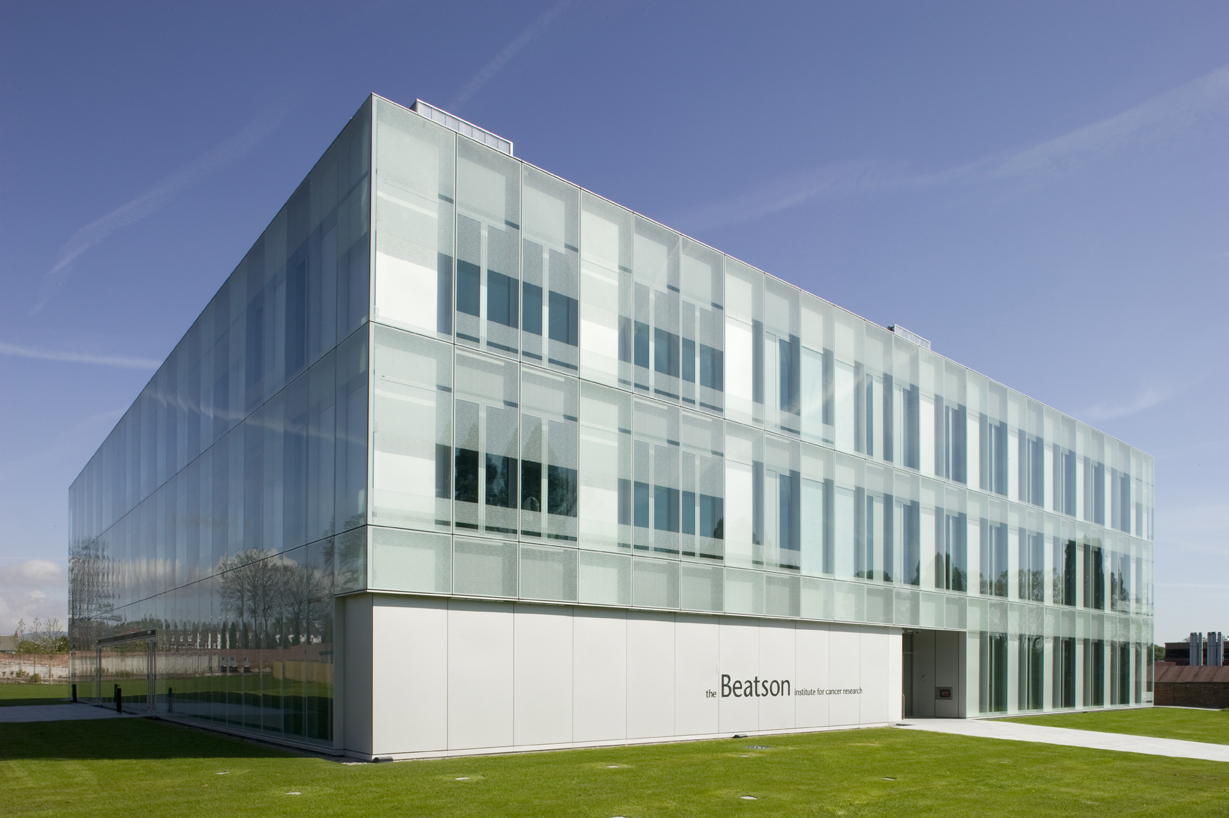
Beatson Instituut voor Kankeronderzoek, Glasgow 2008

Het Beatson Instituut voor Kankeronderzoek (Engels: Cancer Research UK Beatson Institute) is een Britse biologische onderzoeksfaciliteit die onderzoek doet naar de basisbiologie van kanker. Het instituut is gevestigd in de Schotse stad Glasgow.
Het instituut is vernoemd naar Sir George Beatson, een chirurg die in 1912 een onderzoeksafdeling oprichtte in het kankerziekenhuis in Glasgow. Deze afdeling werd in 1967 onafhankelijk van het ziekenhuis toen het instituut werd opgericht door de toenmalige directeur dr. John Paul. Paul had in 1976 voldoende geld ingezameld om de Beatson te verplaatsen naar de huidige locatie op het Garscube Estate, waar het sindsdien nauw samenwerkt met onderzoekers van de Universiteit van Glasgow. In 2008 verhuisde het instituut naar een nieuw onderzoeksgebouw, gebouwd door Reiach and Hall Architects. 
Professor John Wyke werd directeur in 1987, professor Karen Vousden in 2002 en professor Owen Sansom in 2017.
Onderzoeksgroepen van het Beatson Instituut bestuderen kankerinitiatie, metabolisme en metastase. Het instituut houdt een jaarlijkse bijeenkomst, de Beatson International Cancer Conference, gericht op een van deze onderwerpen.

## Bekende medewerkers en voormalige wetenschappers en artsen
- Allan Balmain, FRSE
- Margaret Frame, OBE, FRSE
- John Paul
- Owen Sansom, FRSE, FMedSci
- Karen Vousden, CBE, FRS, FRSE
- Paul Workman

- International Standard Name Identifier: 0000 0000 8821 5196
- Library of Congress Control Number: no2006035722
- Virtual International Authority File: 128208534